# 명동을 떠나면서
《명동을 떠나면서》는 1973년 공개된 대한민국의 영화이다.

## 배역
- 장동휘
- 태현실
- 최무룡
- 김지미
- 박노식
- 김난영
- 김희라
- 한정은
- 김남일
- 김성원
- 문오장
- 최성호
- 백일섭
- 장혁
- 김무영
- 최성
- 양일민
- 김영인
- 최재호
- 심상현
- 김왕국
- 김흥규
- 이동출
- 박동룡
- 한명환
- 강동규
- 조춘